# Слободан превод Мизантропа
„Слободан превод Мизантропа” је југословенски ТВ филм из 1974. године. Режирао га је Арсеније Јовановић а сценарио је написао Мирослав Караулац.

## Радња
У својој драми "Мизантроп" сам Молијер је дао прототип морално доследне и непопустљиве личности која је самим тим у сукобу са целим светом.
Драма Мирослава Караулца "Слободан превод мизантропа" покушава да дочара лик једног таквог мизантропа какав би могао изгледати у нашим временима.

## Улоге
| Глумац            | Улога |
| ----------------- | ----- |
| Нада Блам         |       |
| Тања Бошковић     |       |
| Предраг Ејдус     |       |
| Драган Максимовић |       |
| Гордана Марић     |       |
| Драган Зарић      |       |